# Stockholmsmässan

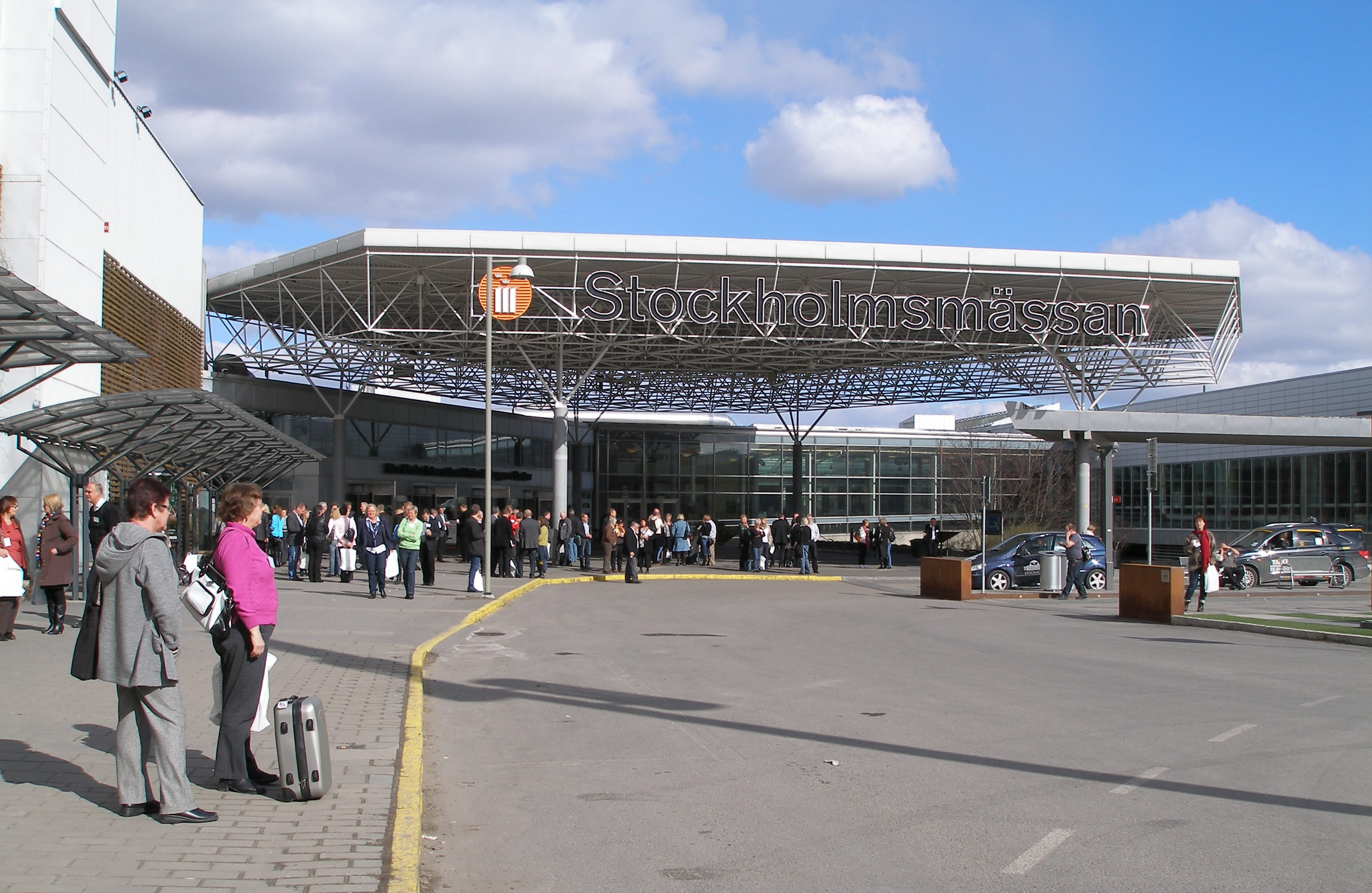
Stockholmer Messegelände

Stockholmsmässan AB ist das größte Messe- und Kongresszentrum der nordischen Region. Hier finden jährlich etwa 50 Messen sowie Hunderte von nationalen und internationalen Kongressen, Konferenzen und Firmenveranstaltungen statt. Das gesamte Messegelände hat eine Fläche von 114.000 m² und drei Hallen, die eine Ausstellungsfläche von insgesamt 70.000 m² haben.
Das Unternehmen ist seit 1964 im Besitz der Stadt Stockholm. Die Geschäftsleitung setzt sich zusammen aus CEO Christian Clemens, CFO Mathias Lindroth, CCO Camilla Hållbro und CPO Anette Ternström Andersson.

## Geschichte
1942 wurde im Nordosten Stockholms die S:t Eriks-Mässan AB gegründet. 1970 übersiedelte das Unternehmen an seinen heutigen Ort im Stadtteil Älvsjö am südlichen Stadtrand von Stockholm.

## Messen
Messen bilden den Schwerpunkt des Unternehmens, das in diesem Bereich als größter Anbieter in Skandinavien gilt. Diese werden in Eigenregie oder in Zusammenarbeit mit externen Unternehmen durchgeführt. Zu den großen Messen zählen die Nordbygg, Nordeuropas größte und wichtigste Veranstaltung der Bauindustrie, die Möbelmesse Stockholm Furniture Fair und die Formex, die größte Einrichtungsmesse für nordisches Design. Eine weitere Messe ist die neu konzipierte Train & Rail, die erstmalig im April 2023 stattfinden wird.

## Kongresse
In den vergangenen Jahren wurden rund 100 Kongresse pro Jahr durchgeführt. Dazu zählten im Jahr 2018 unter anderem der Jahreskongress der European Hematology Association (EHA) mit über 11.000 Teilnehmern, der als weltweit größter Medizin-Kongress gilt. Weitere wichtige Medizinkongresse der vergangenen Jahre waren der Diabetiker-Kongress EASD, der viermal in der schwedischen Hauptstadt stattfand, und der Kongress der European Society of Cardiology ESC, der ebenfalls viermal stattfand und im Schnitt 25.000 Besuchern hatte.

## Eventservice
Der Bereich Eventservice ist der dritte Geschäftsbereich, der unter anderem Messestände konzipiert und baut. Darüber hinaus werden Leistungen für Aussteller und Veranstalter der Stockholmsmässan erbracht, aber auch externe Kunden beliefert.